# Walerian Stroynowski
Walerian Antoni Stroynowski herbu Strzemię, inna forma nazwiska: Strojnowski, (ur. 14 kwietnia 1759 w Chodaczkowie, zm. 12 listopada 1834 w Petersburgu) – szlachcic polski, podkomorzy buski. Ekonomista, polityk i autor.

## Życiorys
Urodził się prawdopodobnie w Chodaczkowie (pow. krzemieniecki), jako syn Benedykta cześnika nurskiego i Marianny Brodzkiej. Był bratem Hieronima Stroynowskiego. Kształcił się w szkołach pijarskich (Złoczów?), a po ich ukończeniu poświęcił się zawodowi prawnika. Około roku 1780 poślubił Aleksandrę z Tarnowskich (primo voto Michałowa Jełowiecka) starościnę bracławską, z którą dochował się córki – Walerii Tarnowskiej. Rok później (1782) objął stanowisko podkomorzego buskiego. Poseł województwa wołyńskiego na Sejm Czteroletni w latach 1788–1791. Aktywny stronnik reform i jeden z sygnatariuszy Konstytucji 3 maja, deputat do konstytucji z Małopolski.  Sędzia sejmowy ze stanu rycerskiego z Prowincji Małopolskiej w 1791 roku. 
3 marca 1785 odznaczony Orderem Świętego Stanisława, a 17 marca 1792 Order Orła Białego. W czasie insurekcji kościuszkowskiej powołany na stanowisko komisarza porządkowego wołyńskiego (15 czerwca 1794). 
W roku 1795 nabył od Stanisława Poniatowskiego miasteczko i klucz Horochów na Wołyniu, liczący 17 wsi. Wkrótce wykupił także 2, skonfiskowane biskupom unickim, folwarki (Rożyszcze, Żabcze), stając się jednym ze znaczniejszych właścicieli ziemskich Wołynia.
W późniejszych latach senator rosyjski i doradca cara Aleksandra I Romanowa. Zwolennik fizjokratyzmu. Członek Wolnego Towarzystwa Ekonomicznego. 

## Twórczość

### Ważniejsze mowy i utwory
1. Zdanie... dane in turno na sesji sejmowej roku 1788 dnia 11 8bris[4], brak miejsca wydania (1788); w czasie Sejmu Czteroletniego wydano ponadto osobno (pt. Zdanie..., Mowa..., Głos... lub Przymówienie się...) następująco datowane mowy sejmowe Stroynowskiego: 17 i 25 października; 3, 14, 20 (dwie) i 22 listopada; 8, 10 i 15 grudnia 1788; 6, 19 i 26 lutego; 27 marca; 20 kwietnia i 28 maja 1789; 8 października 1790
2. Mowa... na sejmikach wołyńskich trzech powiatów dnia 18 lutego 1792 miana[5], brak miejsca wydania (1792)
3. Duch prawa o bankructwach i dawności ziemskiej, Łuck 1808
4. O ugodach dziedziców z włościanami, Wilno 1808; przekł. rosyjski: Wilno 1809
5. Discours... présenté au Sénat le 15 avril 1814, Lublin 1814
6. Ekonomika powszechna krajowa narodów, Warszawa 1816; wyd. następne skrócone Warszawa 1912 "Biblioteczka Dzieł Społeczno-Ekonomicznych" nr 6; przekł. rosyjski: Petersburg 1817
7. Mowy sejmowe z roku 1825, w zbiorze: Mowy sejmowe z r. 1825 przez różnych wchodzących do sejmu miane..., Warszawa 1825.

Stroynowski pracował także nad, nieukończonym ostatecznie, dziełem: Traité sur l'état de Rome et de la Toscane.

### Listy
1. Do Stanisława Augusta 3 listy w zbiorze z lat 1774–1792; rękopis: Biblioteka Czartoryskich, sygn. 736
2. Korespondencja ze Stanisławem Augustem z lat 1788 i 1792; rękopis: Biblioteka Czartoryskich, sygn. 930
3. Korespondencja z córką i zięciem, W. i J. F. Tarnowskimi; rękopis: Państwowe Archiwum Wojewódzkie Kraków (Archiwum Tarnowskich z Dzikowa)
4. Do Jana Śniadeckiego z roku 1804; rękopis: Biblioteka Jagiellońska, sygn. 3128
5. Do S. Staszica z roku 1815, ogł. A. Kraushar w: Towarzystwo Warszawskie Przyjaciół Nauk t. 3, Kraków 1902.

## Opracowania dot. twórczości Stroynowskiego
1. Korespondencja Adama Naruszewicza 1762–1796, oprac. J. Platt, Wrocław 1959
2. Akty powstania Kościuszki t. 1, wyd. Sz. Askenazy, W. Dzwonkowski, Kraków 1918
3. Nekrolog, "Kurier Warszawski", 1834, nr 330
4. W. Tarnowska: Mon journal (powst. 1804–1838), rękopis: Biblioteka Jagiellońska, przyb. 112-120/52
5. T. Święcki: Historyczne pamiątki znamienitych rodzin i osób dawnej Polski t. 2, Warszawa 1859
6. F. M. Sobieszczański: "Encyklopedia powszechna" Orgelbranda, t. 24 (1867)
7. T. Korzon: Wewnętrzne dzieje Polski za Stanisława Augusta t: 1–3, 6; Kraków 1882–1884
8. P. Chmielowski: Liberalizm i obskurantyzm na Litwie i Rusi (1815–1823), "Ateneum" 1883 t. 1–3
9. T. Żychliński: Złota księga szlachty polskiej rocznik 6, Poznań 1884, s. 366
10. J. Marchlewski: Der Physiokratismus in Polen, Zurych 1896.